# 林桂芳
林桂芳（?—?），《元史》作林桂方，广东新会人，原南宋琼州知州林获次子，元朝初期起事领袖。

## 生平
至元二十年（1283年）三月，林桂芳与宋宗室后裔趙良鈐兄弟在泷水县罗旁起义，抗元复宋。号称罗平国，改元延康。不久被元军镇压，林桂芳等人被杀，起义失败。

## 年号
林桂方、赵良钤的年号为延康（1283年三月），前后共1个月。一作「建康」

## 深入閱讀
- 李崇智. . 北京: 中華書局. 2004年12月. ISBN 7101025129.